# 協和道路
協和道路株式会社（きょうわどうろ）は、愛媛県松山市に本社を置く建設会社。道路舗装工事などを手掛ける他、関西国際空港や松山空港などの空港維持工事などを行っている。

## 事業所
- 本社 - 愛媛県松山市松末1丁目1番5号
- 機材センター・東温営業所 - 愛媛県東温市下林丙629番地6
- 新居浜営業所 - 愛媛県新居浜市黒島1丁目1番26号
- 南予営業所 - 愛媛県西予市宇和町皆田215番地4
- 大阪営業所 - 大阪府豊中市蛍池西町2丁目8番36号 KAB物流センター内
- 関西空港営業所 - 大阪府泉佐野市泉州空港北1番地
- 高知営業所 - 高知県高知市南河ノ瀬町163番1
- 宿毛出張所 - 高知県宿毛市高砂4番19号

## 沿革
- 1954年 - 協和道路株式会社（本社：愛媛県松山市道後）設立。
- 1959年 - 東京都中央区日本橋に本社を移転。
- 1981年 - 愛媛県松山市二番町に本社を移転。
- 1988年 - 愛媛県松山市松末（現在地）に本社を移転。

## グループ会社
- 協和アスコン株式会社（アスファルト合材製造・技術試験業務・産業廃棄物中間処理業）
- 協和環境整備工業株式会社（水道施工、造園工事、土木工事請負・設計・施工など）
- 協和観光開発株式会社（ゴルフ場の運営など）
- 株式会社E-システム（バーク堆肥の製造・販売事業、産業廃棄物の収集運搬事業など）